# Tipula (Vestiplex) opilionimorpha
Tipula (Vestiplex) opilionimorpha is een tweevleugelige uit de familie langpootmuggen (Tipulidae). De soort komt voor in het Palearctisch gebied.